# Comité Juvenil de Investigación Espacial y S.A.C.
El Comité Juvenil de Investigación Espacial, también conocido como Comité Juvenil de Investigación Espacial y SAC (Sociedad Almeriense de Cohetes) fue una asociación de alumnos del colegio La Salle y de la escuela de maestría de Almería, encabezada por José Luis Torres Cuadra. La asociación se dedicó al diseño, construcción y lanzamiento de cohetes en los años 1960.

## Historia
El Comité Juvenil de Investigación Espacial nace en el año 1963, auspiciado por José Luis Torres Cuadra, entonces estudiante en el colegio La Salle (Almería). Los miembros del comité, que provenían del propio colegio, así como de la escuela de maestría, se dedicaron a diseñar, construir y lanzar cohetes, trabajando en laboratorios improvisados en las propias casas de sus miembros. Llegaron a lanzar más de una decena de ellos, algunos con lagartijas o ratones a bordo. Estos cohetes utilizaban pólvora como combustible, y algunos llegaron a alcanzar una altura de entre 1 y 2 kilómetros.

### El Premio Dulcinea
El comité adquirió notoriedad nacional cuando presentó un proyecto y ganó el premio Dulcinea en 1966. Este premio, convocado por la Delegación Nacional de Juventudes junto con el diario Pueblo, estaba dotado con 100.000 pesetas. El proyecto proponía la construcción y lanzamiento de un cohete llamado España-1 En el momento de la concesión del premio las edades de los miembros del comité oscilaban entre los 17 y los 22 años
Con la concesión del premio el grupo obtuvo bastante notoriedad, apareciendo en numerosas noticias de prensa. El proyecto llamó la atención y obtuvo el apoyo de las autoridades. especialmente de Agustín Muñoz Grandes, vicepresidente del gobierno, y de Pedro Nieto Antúnez, ministro de marina. El ejército les cedió un espacio en el Cuartel de la Misericordia de Almería para poder construir el cohete

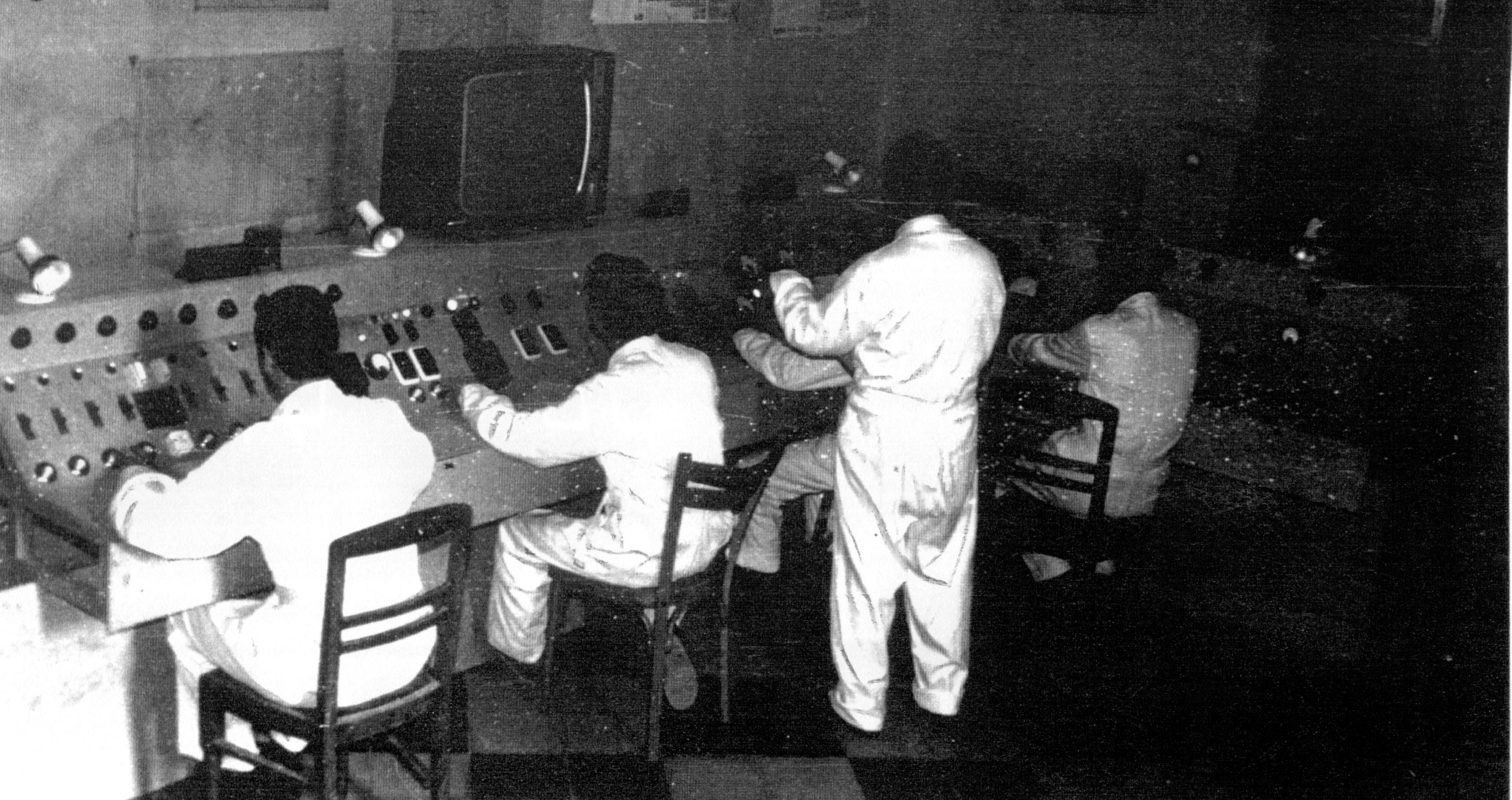
Cuadro de control para el cohete España 1

Las 100.000 pesetas del premio se mostraron claramente insuficientes para el proyecto, y la fecha de lanzamiento se fue posponiendo. Se desarrollaron diversas actividades para recaudar fondos, contaron con el apoyo de algunos talleres de la ciudad, que ofrecieron sus instalaciones y recibieron aparatos electrónicos de desecho de los que sacaban piezas para construir el centro de seguimiento

### La base de Los Escullos

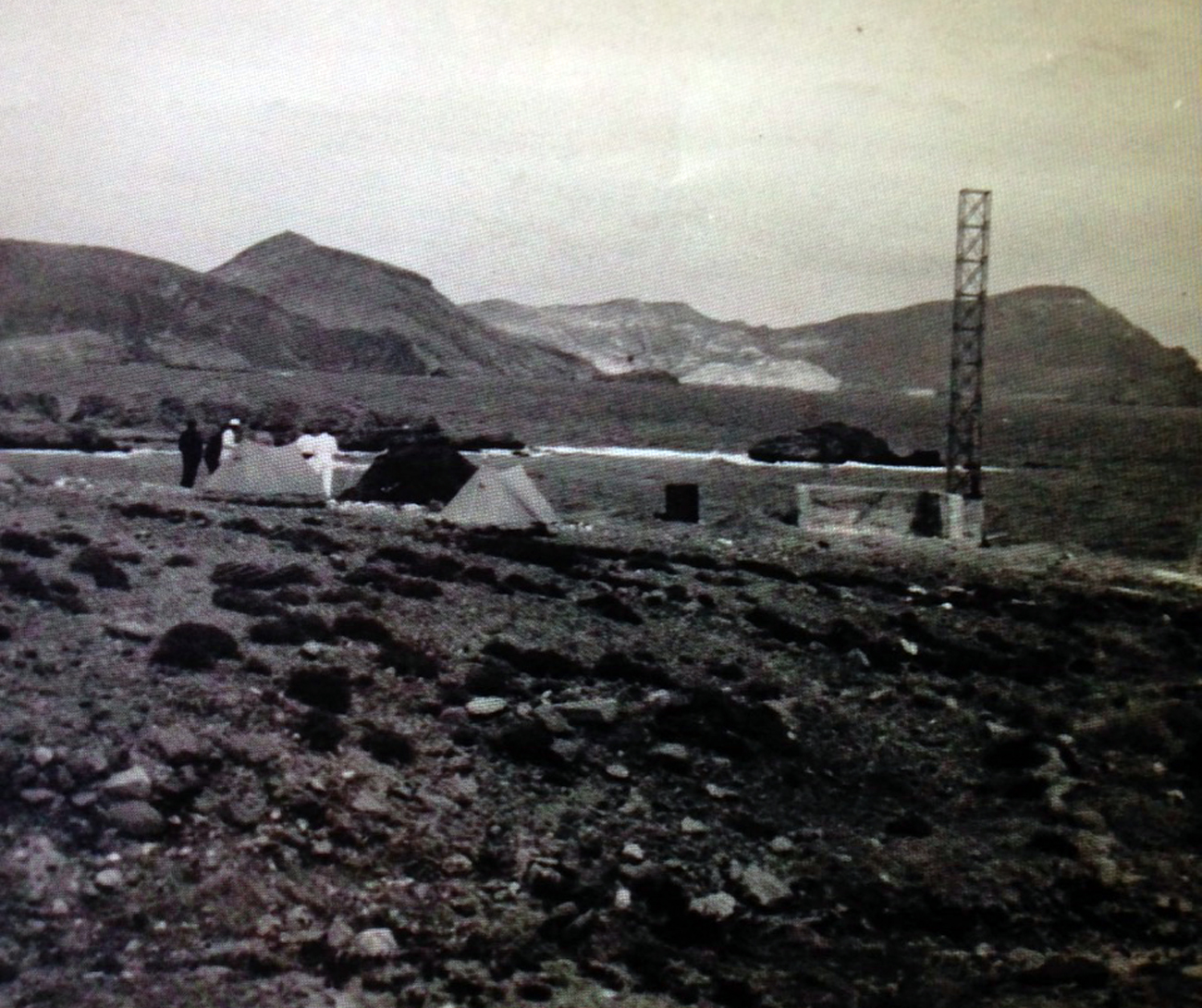
Vista de la base de lanzamiento tal y como estaba en 1967

Comenzaron a construir una base de lanzamiento en Los Escullos, en el municipio de Níjar, en unos terrenos cedidos por la empresa Almerisol. La infantería de marina se puso a su disposición para colaborar en su construcción, y la Organización Juvenil Española les cedió tiendas de campaña para allí pernoctar. Desde la base se lanzaron con éxito hasta 3 cohetes experimentales: los cohetes de combustible sólido Urci-I, Urci-II y Urci-III, que se lanzaron a finales de enero de 1967.

### El cohete España-1

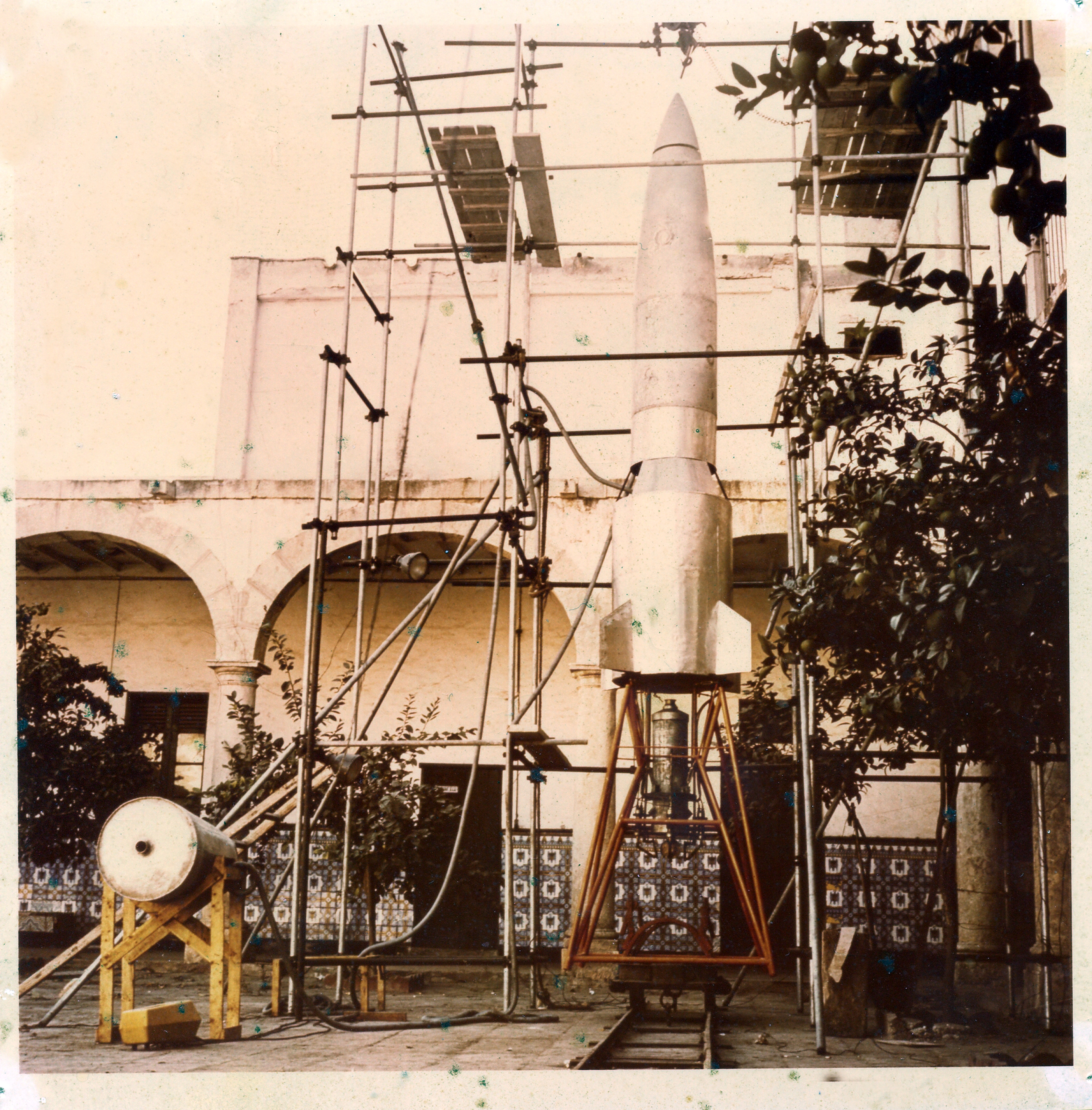
El cohete España-1 en la rampa de montaje, en el Cuartel de la Misericordia de Almería

El cohete definitivo se fabricó a partir de un depósito supletorio de combustible de un avión, que habían comprado a un marinero que lo encontró en el mar. Se pretendía alcanzar una altura entre 70 y 80 km, en un viaje que duraría unos 4 minutos en total, tras lo cual la cápsula se desprendería y caería al océano frenada por un paracaídas. Se preveía que en la cápsula fuera un ratón, llamado Adolfo, con un traje presurizado y un detector de pulsaciones. Además, llevaría equipo de fotografía y tomavistas, detector de rayos cósmicos, detector Geiger, altímetro, termómetro de máxima y mínima, baterías, giroscopio, y un generador de humo, para detectar la cápsula cuando cayera al mar.
Las características del España-1 eran las siguientes:
- Altura: 550 cm el cohete, y 60 cm la cápsula[3]
- Peso: 300 kg vacío,[3] y 1.200 kg lleno de combustible[11]
- Potencia: 73.333 CV[11]
- Combustible: Hidrato de hidracina (30%) y alcohol metílico (70%)[3]
- Comburente: Peróxido de hidrógeno al 84%[3]

Aunque inicialmente preveían lanzarlo a finales de 1966, los problemas económicos y logísticos lo impidieron, siendo así que la última fecha prevista para el lanzamiento fue para finales de 1968. Sin embargo, de forma repentina el gobierno retiró su apoyo. Con el cohete prácticamente terminado y listo para su lanzamiento, debieron desmontarlo y entregarlo a las autoridades el día 31 de diciembre de 1968. Profundamente decepcionado, Torres Cuadra quemó los planos de montaje y desmontaje del cohete en un horno de fundición que utilizaban para la construcción de piezas para el cohete, en un descuido de los militares que supervisaban la operación